# He's the DJ, I'm the Rapper
"He's the DJ, I'm the rapper" er Et album af Will Smith (The Fresh Prince) og DJ Jazzy Jeff. Albummet blev udgivet i 1988.